# Општина Јабланица (Босна и Херцеговина)
Оштина Јабланица је општина у Херцеговачко-неретванском кантону. Центар општине је градско насеље Јабланица. У општини данас живи 10.111 становника, а њена густина насељености је 33,59 ст/km2. Површина општине је 301 km2.
Град Јабланица је настао у проширењу долине реке Неретве, јужно од некадашњег ушћа Раме и клисуре коју је усекла Неретва, те измеђе Товарнице (888 m) и Чарског врха (828 m). Лежи на железничкој прузи Сарајево — Плоче и на раскрсници магистралних путева за Сарајево, Мостар и Прозор. Од Мостара је удаљен 48 km, Коњица 21 km, Сарајева 81 km и Прозора 32 km.
На територији општине се налази погон у свету познатог гранита (јабланички габро). Изграђено је више хидроцентрала. На подручју Јабланице су у Другом светском рату вођене борбе у оквиру Четврте непријатељске офанзиве (1943) када је Врховни штаб са војском и рањеницима прешао преко Неретве (слика порушеног моста). Да би се сачувала успомена на тај историјски догађај отворен је 1978. Спомен-музеј.

## Становништво
По последњем службеном попису становништва из 1991. године, општина Јабланица је имала 12.691 становника, распоређених у 33 насељена места.
|                      | 2013.           | 1991.           | 1981.           | 1971.           | 1961.           |
| Укупно               | 10 111 (100,0%) | 12 691 (100,0%) | 11 903 (100,0%) | 10 938 (100,0%) | 9 822 (100,0%)  |
| Бошњаци              | 9 045 (89,46%)  | 9 099 (71,70%)1 | 7 806 (65,58%)1 | 7 429 (67,92%)1 | 1 996 (20,32%)1 |
| Хрвати               | 726 (7,180%)    | 2 291 (18,05%)  | 2 346 (19,71%)  | 2 511 (22,96%)  | 2 466 (25,11%)  |
| Неизјашњени          | 104 (1,029%)    | –               | –               | –               | –               |
| Срби                 | 63 (0,623%)     | 504 (3,971%)    | 512 (4,301%)    | 698 (6,381%)    | 1 277 (13,00%)  |
| Босанци и Херцеговци | 56 (0,554%)     | –               | –               | –               | –               |
| Муслимани            | 28 (0,277%)     | –               | –               | –               | –               |
| Роми                 | 27 (0,267%)     | –               | 111 (0,933%)    | 103 (0,942%)    | 18 (0,183%)     |
| Босанци              | 26 (0,257%)     | –               | –               | –               | –               |
| Остали               | 25 (0,247%)     | 216 (1,702%)    | 47 (0,395%)     | 35 (0,320%)     | 27 (0,275%)     |
| Југословени          | 3 (0,030%)      | 581 (4,578%)    | 1 059 (8,897%)  | 124 (1,134%)    | 3 975 (40,47%)  |
| Непознато            | 3 (0,030%)      | –               | –               | –               | –               |
| Црногорци            | 2 (0,020%)      | –               | 11 (0,092%)     | 27 (0,247%)     | 34 (0,346%)     |
| Словенци             | 1 (0,010%)      | –               | 2 (0,017%)      | 6 (0,055%)      | 13 (0,132%)     |
| Албанци              | 1 (0,010%)      | –               | 5 (0,042%)      | –               | 4 (0,041%)      |
| Турци                | 1 (0,010%)      | –               | –               | –               | –               |
| Македонци            | –               | –               | 2 (0,017%)      | 1 (0,009%)      | 3 (0,031%)      |
| Мађари               | –               | –               | 2 (0,017%)      | 4 (0,037%)      | 9 (0,092%)      |

1. 1 На пописима од 1971. до 1991. Бошњаци су пописивани углавном као Муслимани.

## Насељена мјеста
Баћина, Бијела, Чехари, Чивељ, Дјевор, Добригошће, Добриња, Дољани, Доња Јабланица, Доње Папраско, Драган Село, Глодница, Глогошница, Горње Папраско, Јабланица, Јелачићи, Косне Луке, Крстац, Лендава, Луг, Мирке, Мраково, Острожац, Пода, Равна, Рисовац, Родићи, Слатина, Совићи, Шабанчићи, Шаница, Злате и Жуглићи.
Послије потписивања Дејтонског споразума, општина Јабланица у цјелини, ушла је у састав Федерације БиХ.